# Sveriges herrlandslag i baseboll

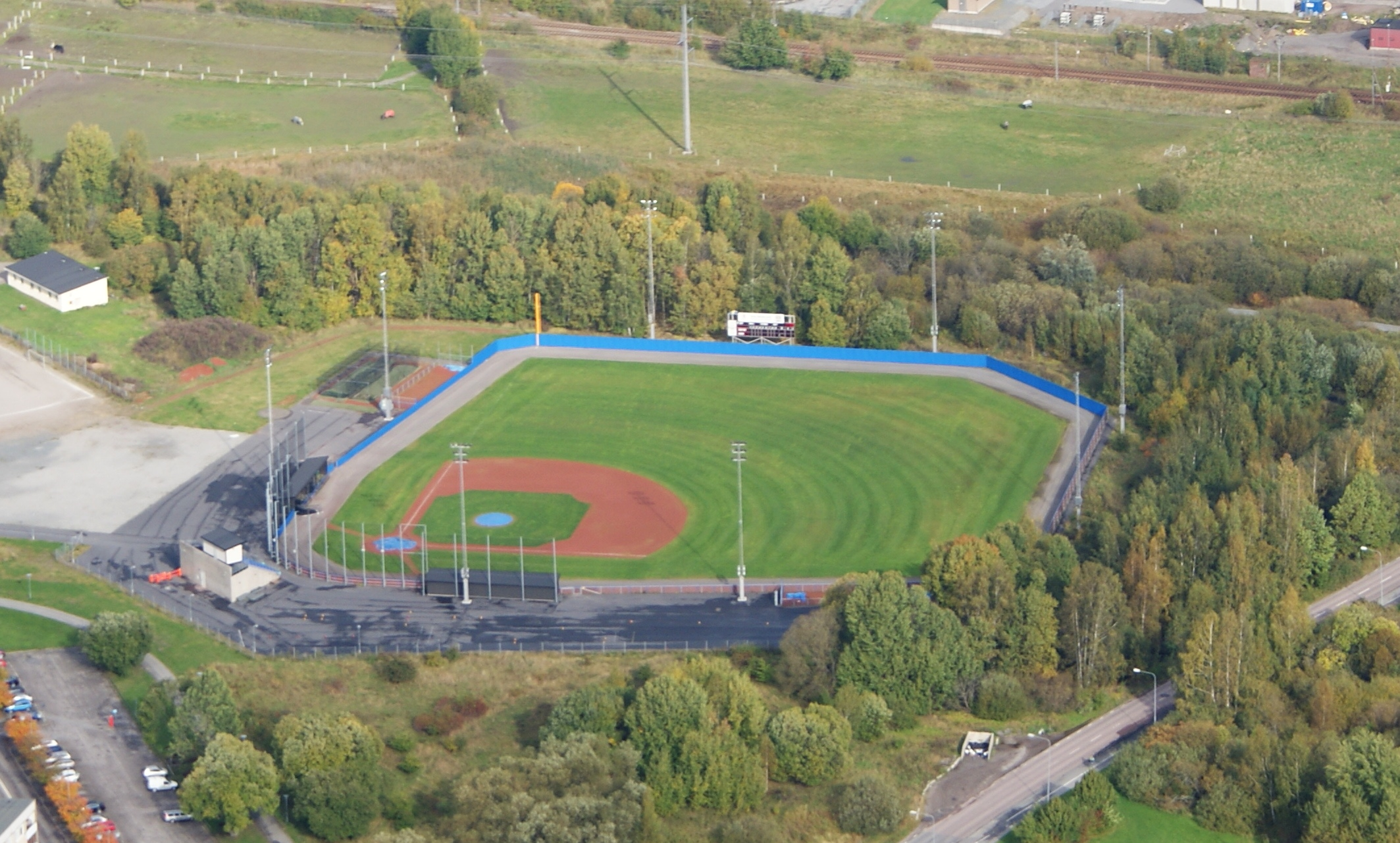
Nationalarenan Örvallen sedd från helikopter 2012.

Sveriges herrlandslag i baseboll representerar Sverige i baseboll för herrar.
Förbundskapten är förre landslagsspelaren Jim Sasko.
Nationalarena är Örvallen i Sundbybergs kommun.
Landslaget spelade sin första match vid de olympiska uppvisningsmatcherna 1952, där man förlorade med 4–9 mot värdlandet Finland.
Landslagets främsta meriter är två brons vid Europamästerskapet i baseboll, 1981 och 1993.

## Placeringar

### Europamästerskapet i baseboll
Sverige har deltagit i Europamästerskapet i baseboll vid 29 tillfällen till och med 2019 och har som bäst placerat sig på tredje plats:

- 1954: Deltog inte
- 1955: Deltog inte
- 1956: Deltog inte
- 1957: Deltog inte
- 1958: Deltog inte
- 1960: Deltog inte
- 1962: 7:a (av 7)
- 1964: 4:a (av 5)
- 1965: 5:a (av 5)
- 1967: 5:a (av 5)
- 1969: 6:a (av 7)
- 1971: 8:a (av 9)
- 1973: 5:a (av 6)
- 1975: 5:a (av 6)
- 1977: 4:a (av 5)
- 1979: 4:a (av 4)
- 1981: 3:a (av 4)
- 1983: 5:a (av 6)
- 1985: 4:a (av 6)
- 1987: 5:a (av 7)
- 1989: 4:a (av 8)
- 1991: 7:a (av 8)
- 1993: 3:a (av 8)
- 1995: 7:a (av 10)
- 1997: 8:a (av 12)
- 1999: 7:a (av 12)
- 2001: 12:a (av 12)
- 2003: 4:a (av 12)
- 2005: 8:a (av 12)
- 2007: 6:a (av 12)
- 2010: 5:a (av 12)
- 2012: 6:a (av 12)
- 2014: 11:a (av 12)
- 2016: 8:a (av 12)
- 2019: 12:a (av 12)

### Världsmästerskapet i baseboll
Sverige deltog i Världsmästerskapet i baseboll vid tre tillfällen och placerade sig som bäst på 15:e plats:

- 1938: Deltog inte
- 1939: Deltog inte
- 1940: Deltog inte
- 1941: Deltog inte
- 1942: Deltog inte
- 1943: Deltog inte
- 1944: Deltog inte
- 1945: Deltog inte
- 1947: Deltog inte
- 1948: Deltog inte
- 1950: Deltog inte
- 1951: Deltog inte
- 1952: Deltog inte
- 1953: Deltog inte
- 1961: Deltog inte
- 1965: Deltog inte
- 1969: Deltog inte
- 1970: Deltog inte
- 1971: Deltog inte
- 1972: Deltog inte
- 1973 (FIBA): Deltog inte
- 1973 (FEMBA): Deltog inte
- 1974: Deltog inte
- 1976: Deltog inte
- 1978: Deltog inte
- 1980: Deltog inte
- 1982: Deltog inte
- 1984: Deltog inte
- 1986: Deltog inte
- 1988: Deltog inte
- 1990: Deltog inte
- 1994: 15:e (av 16)
- 1998: Deltog inte
- 2001: Deltog inte
- 2003: Deltog inte
- 2005: 16:e (av 18)
- 2007: Deltog inte
- 2009: 19:e (av 22)
- 2011: Deltog inte

### Övriga turneringar
Sverige har aldrig deltagit i olympiska spelen, där baseboll var med 1992–2008 och kommer att vara med 2020, World Baseball Classic, som spelades första gången 2006, eller WBSC Premier12, som spelades första gången 2015.